# Archicratyna zimbabweensis
Archicratyna zimbabweensis är en tvåvingeart som beskrevs av Werner Mohrig 2005. Archicratyna zimbabweensis ingår i släktet Archicratyna och familjen sorgmyggor.
Artens utbredningsområde är Zimbabwe. Inga underarter finns listade i Catalogue of Life.